# Сельское хозяйство Грузии

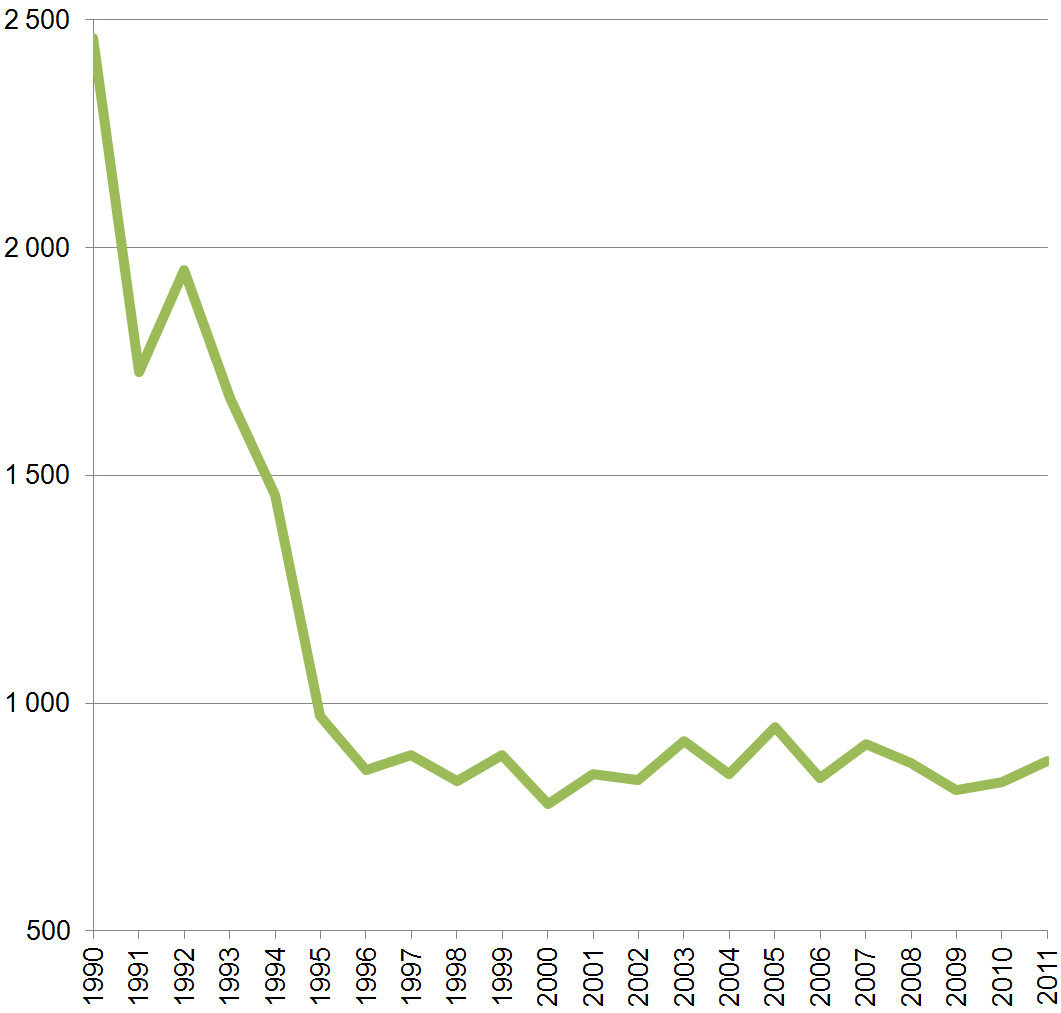
Объём добавленной стоимости сельского хозяйства Грузии по данным Всемирного Банка, в миллионах долларов США в постоянных ценах 2005 года.
В первой половине 1990-х годов произошло трёхкратное, в сравнении с уровнем до получения независимости, падение объёма сельскохозяйственного производства; все последующие годы оно стагнировало на этом низком уровне.

Динамика индексов физических объёмов продукции сельского хозяйства, растениеводства и животноводства Грузии в 1996—2008 годах, в % от уровней 1996 года

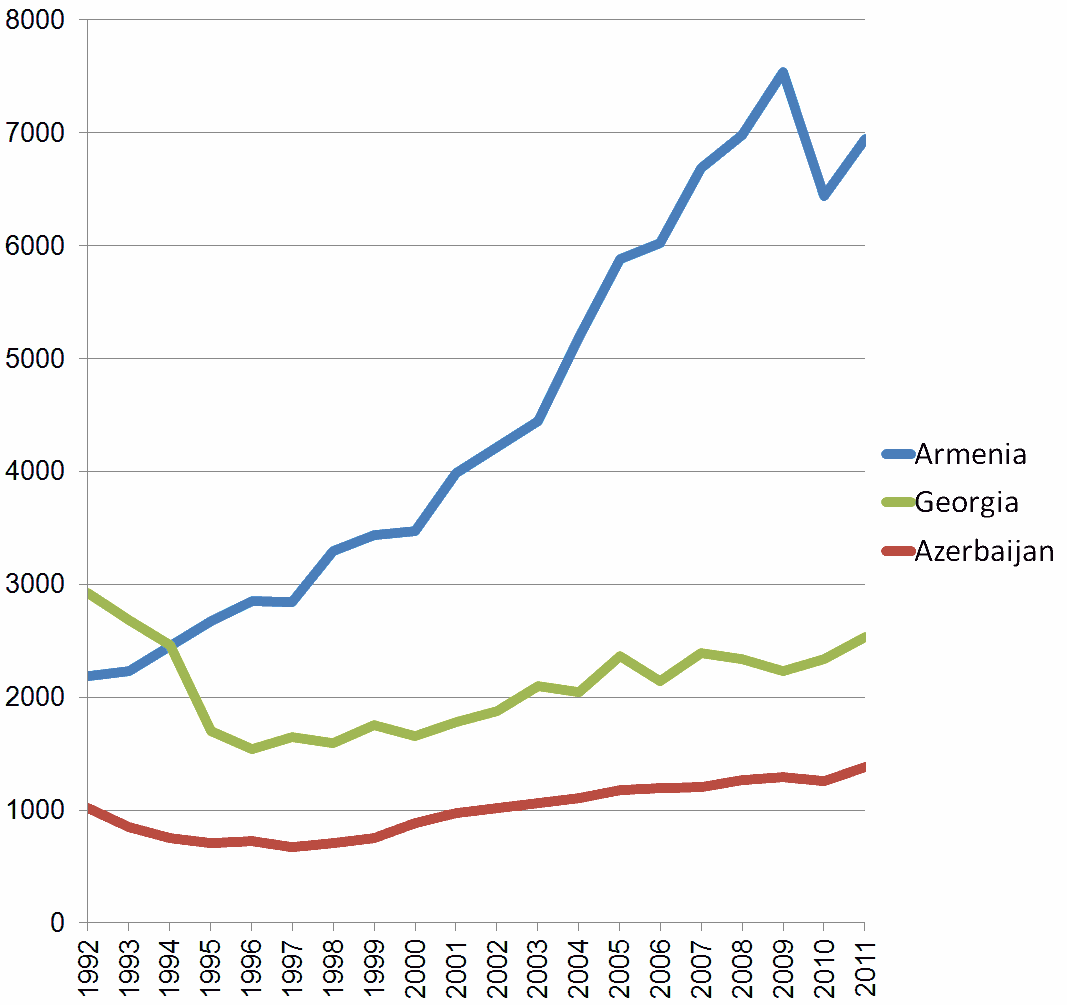
Производительность труда в сельском хозяйстве стран Закавказья (рассчитана как объём добавленной стоимости в долларах США в постоянных ценах 2005 года на одного занятого в сельском хозяйстве). Данные Всемирного Банка.
После получения независимости произошло значительное сокращение производительности труда в сельском хозяйстве Грузии, при этом страна утратила лидирующие позиции в регионе: на первое место вышла Армения, (превысив уровень Грузии почти в 3 раза), а Азербайджан сократил отставание от Грузии с 3 до 2 раз.

Сельское хозяйство Грузии — отрасль грузинской экономики.
Около 16 % территории Грузии пригодно для сельского хозяйства.
Большая часть сельхозпродукции в Грузии производится на приусадебных участках и в фермерских хозяйствах Большинство аграрных хозяйств небольшие и полагаются они в основном на ручной труд. Продуктивность сельского хозяйства Грузии крайне низка: концентрируя больше 50 % занятого населения, оно обеспечивает около 12 % ВВП.
В 2007 году валовая продукция сельского хозяйства составила 1,51 млрд долларов, в 2008 году объём продукции составил 2,42 млрд лари, из которых на растениеводство пришлось 998 млн лари, на животноводство — 1,35 млрд лари, сельскохозяйственные услуги — 65 млн лари.

## История

### В составе СССР
За годы советской власти в Грузии была осуществлена коллективизация сельского хозяйства.
В 1985 году в Грузинской ССР насчитывалось 594 совхозов и 719 колхозов. Сельскохозяйственные угодья составляли 3,2 млн га, из них пашня — 0,8 млн га, пастбища — 2,0 млн га. Площадь орошаемых земель — 0,46 млн га (1986 год), осушенных — 0,1536 млн га.
Земледелие давало свыше 71 % стоимости валовой продукции сельского хозяйства. Грузинская ССР была основной базой субтропического хозяйства СССР. В причерноморских районах Грузии чайные (сбор чайного листа — 558,8 тыс. т в 1986 году) и цитрусовые насаждения, посадки тунга и другого. В восточной части Грузии ведущая роль принадлежит виноградарству (703 тыс. т в 1986 году) и плодоводству. Посевы зерновых (кукуруза, пшеница) и технических (табак, подсолнечник, сахарная свёкла) культур. Овощеводство (662 тыс. т в 1986 году). Мясо-молочное скотоводство и мясо-шерстное овцеводство. Поголовье (на 1987 год, в млн голов): крупный рогатый скот — 1,6, свиней — 1,2, овец и коз — 1,9. Шелководство.
В 1970 году доля занятых в сельском хозяйстве республики составляла 37 %, в 1985 году — 27,3 %, в 1990 году — 25,2 %.
В 1973-1985 года в Абашском районе Грузинской ССР была проведена успешная попытка децентрализации планирования и материального стимулирования в сельском хозяйстве, получившая название Абашский эксперимент. Реформа проводилась по инициативе Эдуарда Шеварднадзе, возглавлявшего на тот момент ЦК КП Грузии, оперативное управление экспериментом осуществлял секретарь абашского райкома КП Грузии Гурам Мгеладзе. Идея эксперимента была выдвинута Юрием Андроповым, ознакомившимся с подобными практиками в социалистической Венгрии. Эксперимент в Абаше привёл к значительному росту производительности труда в сельском хозяйстве района, продукция сельскохозяйственных культур и животноводства увеличилась в несколько раз и одновременно увеличилось материальное вознаграждение колхозников

### После 1991 года
В связи с экономическим кризисом и структурными изменениями в экономике Грузии, доля занятых в сельском хозяйстве поднялась с 25,2 % в 1990 году до 30,6 % в 1995 году и 54,4 % в 2004 году. В 2006 году доля занятых в сельском хозяйстве составляла 55,6 %.
К 1993 году объём сельскохозяйственной продукции опустился до 35 % от уровня 1990 года. К 1998 году объём продукции сельского хозяйства в Грузии составлял 63 % от уровня 1990 года.
С 2003 по 2008 год индекс физического объёма продукции сельского хозяйства Грузии уменьшился на 26 %, растениеводства — на 24 %, животноводства — на 28 %.
В 2007 году валовая продукция сельского хозяйства Грузии составила $1,51 млрд..

## Животноводство

Динамика производства мяса в убойном весе в Грузии в 2002—2008 годах, в тыс. тонн

В 2002 году объём продукции животноводства Грузии составлял 1,01 млрд лари, в 2003 году — 1,07 млрд лари, в 2008 году — 1,35 млрд лари.
С 2003 по 2008 год произошло сокращение поголовья основных видов скота, а также производство основных видов животноводческой продукции. За эти годы поголовье коров сократилось на 23 %, поголовье свиней — в 5,5 раз, поголовье овец и коз — на 16 %, поголовье птицы — на 27 %, производство мяса — в 2 раза, производство молока — на 9 %, производство яиц — на 4 %, производство шерсти — на 15 %.
В 2002 году поголовье крупного рогатого скота и буйволов в Грузии составляло 1,22 млн, в 2003 году — 1,24 млн, в 2008 году — 1,05 млн.
В 2002 году поголовье коров в Грузии составляло 705 тыс., в 2003 году — 728 тыс., в 2008 году — 561 тыс.
В 2002 году поголовье свиней в Грузии составляло 446 тыс., в 2003 году — 474 тыс., в 2008 году — 86 тыс.
В 2002 году поголовье овец в Грузии составляло 611 тыс., в 2003 году — 629 тыс., в 2008 году — 524 тыс.
В 2002 году поголовье коз в Грузии составляло 88 тыс., в 2003 году — 93 тыс., в 2008 году — 79 тыс.
В 2002 году поголовье птицы в Грузии составляло 8,9 млн, в 2003 году — 9,2 млн, в 2008 году — 6,7 млн.
В 2002 году производство мяса в убойном весе в Грузии составляло 107 тыс. тонн, в 2003 году — 109 тыс. тонн, в 2008 году — 54 тыс. тонн.
В 2002 году производство молока в Грузии составляло 742 тыс. тонн, в 2003 году — 765 тыс. тонн, в 2008 году — 695 тыс. тонн.
В 2002 году производство яиц в Грузии составляло 409 млн штук, в 2003 году — 458 млн штук, в 2008 году — 438 млн штук.
В 2002 году производство шерсти в Грузии составляло 2,0 тыс. тонн, в 2003 году — 2,0 тыс. тонн, в 2008 году — 1,7 тыс. тонн.

## Растениеводство

Динамика валового сбора пшеницы в Грузии в 2002—2008 годах, в тыс. тонн

В Грузии выращиваются пшеница, ячмень, кукуруза, фасоль, табак, подсолнечник, соевые бобы, картофель, овощи, дыни, кормовые культуры, чай, виноград, фрукты, цитрусовые.
Объём продукции растениеводства Грузии составлял: в 2002 году — 968 млн лари, в 2003 — 1,15 млрд лари, в 2008—998 млн лари.
Пригодная для эффективного сельхозоборота площадь земель сокращается вследствие хронической нехватки удобрений, падения культуры обработки земли и т. п. Посевные площади сельскохозяйственных культур в Грузии составляли: в 2002 году — 577 тыс. гектаров, в 2003—562 тыс. гектаров, в 2008—329 тыс. гектаров.
Грузинские аграрии способны произвести не более трети объёма хлеба, потребляемого в Грузии, следствием чего является необходимость значительного импорта зерновых в страну.

### Производство пшеницы
Посевные площади пшеницы в Грузии составляли: в 2002 году — 139 тыс. гектаров, в 2003 году — 117 тыс. гектаров, в 2008 году — 49 тыс. гектаров.
В 2002 году валовой сбор пшеницы в Грузии составил 200 тыс. тонн, в 2003 году — 225 тыс. тонн, в 2008 году — 80 тыс. тонн.
В 2002 году урожайность пшеницы в Грузии составила 17,0 ц/га, в 2003 году — 19,3 ц/га, в 2008 году — 16,8 ц/га.
В 2008 году 80,3 тыс. тонн собранной пшеницы, в Кахетии было собрано 52,7 тыс. тонн, в Квемо-Картли — 12,4 тыс. тонн, в Шида-Картли — 11,3 тыс. тонн.

### Производство ячменя
Посевные площади ячменя в Грузии составляли: в 2002 году — 43 тыс. гектаров, в 2003 году — 42 тыс. гектаров, в 2008 году — 30 тыс. гектаров.
В 2002 году валовой сбор ячменя в Грузии составил 58 тыс. тонн, в 2003 году — 48 тыс. тонн, в 2008 году — 49 тыс. тонн.
В 2002 году урожайность ячменя в Грузии составила 15,0 ц/га, в 2003 году — 13,3 ц/га, в 2008 году — 16,4 ц/га.

### Производство кукурузы

Динамика валового сбора кукурузы в Грузии в 2002—2008 годах, в тыс. тонн

Посевные площади кукурузы в Грузии составляли: в 2002 году — 201 тыс. гектаров, в 2003 году — 198 тыс. гектаров, в 2008 году — 146 тыс. гектаров.
В 2002 году валовой сбор кукурузы в Грузии составил 400 тыс. тонн, в 2003 году — 462 тыс. тонн, в 2008 году — 328 тыс. тонн.
В 2002 году урожайность кукурузы в Грузии составила 20,5 ц/га, в 2003 году — 24,2 ц/га, в 2008 году — 22,9 ц/га.

### Производство бобовых
Посевные площади фасоли в Грузии составляли 11 тыс. гектаров (2002), в 2003 году — 11 тыс. гектаров, в 2008 году — 7 тыс. гектаров.
В 2002 году валовой сбор фасоли в Грузии составил 10,6 тыс. тонн, в 2003 году — 12,1 тыс. тонн, в 2008 году — 11,6 тыс. тонн.
В 2002 году урожайность фасоли составила 8,0 ц/га, в 2003 году — 6,2 ц/га, в 2008 году — 6,0 ц/га.
Посевные площади соевых бобов в Грузии составляли 1,3 тыс. гектаров (2002), в 2003 году — 1,5 тыс. гектаров, в 2008 году — 0,1 тыс. гектаров.
В 2002 году валовой сбор соевых бобов составил 2 тыс. тонн, в 2003 году — 4 тыс. тонн, в 2008 году — 2 тыс. тонн.. Урожайность соевых бобов составила 9,0 ц/га (2002), в 2003 году — 5,0 ц/га, в 2008 году — 6,7 ц/га.

### Производство табака
Посевные площади табака в Грузии составляли: в 2002 году — 1,0 тыс. гектаров, в 2003 году — 0,8 тыс. гектаров, в 2008 году — 0,0 тыс. гектаров.
В 2002 году валовой сбор табака в Грузии составил 2,1 тыс. тонн, в 2003 году — 1,4 тыс. тонн, в 2008 году — 0,1 тыс. тонн.

### Производство семян подсолнечника
Посевные площади подсолнечника в Грузии составляли: в 2002 году — 41 тыс. гектаров, в 2003 году — 46 тыс. гектаров, в 2008 году — 30 тыс. гектаров.
В 2002 году валовой сбор семян подсолнечника в Грузии составил 21 тыс. тонн, в 2003 году — 26 тыс. тонн, в 2008 году — 15 тыс. тонн.
В 2002 году урожайность семян подсолнечника в Грузии составила 5,8 ц/га, в 2003 году — 5,6 ц/га, в 2008 году — 5,2 ц/га.

### Производство картофеля

Динамика валового сбора картофеля в Грузии в 2002—2008 годах, в тыс. тонн

Посевные площади картофеля в Грузии составляли: в 2002 году — 38 тыс. гектаров, в 2003 году — 38 тыс. гектаров, в 2008 году — 24 тыс. гектаров.
В 2002 году валовой сбор картофеля в Грузии составил 415 тыс. тонн, в 2003 году — 425 тыс. тонн, в 2008 году — 193 тыс. тонн.
В 2002 году урожайность картофеля в Грузии составила 114 ц/га, в 2003 году — 117 ц/га, в 2008 году — 80 ц/га.

### Производство овощей
Посевные площади овощей в Грузии составляли: в 2002 году — 39 тыс. гектаров, в 2003 году — 40 тыс. гектаров, в 2008 году — 27 тыс. гектаров.
В 2002 году валовой сбор овощей в Грузии составил 406 тыс. тонн, в 2003 году — 430 тыс. тонн, в 2008 году — 165 тыс. тонн.
В 2002 году урожайность овощей в Грузии составила 106 ц/га, в 2003 году — 110 ц/га, в 2008 году — 59 ц/га.

### Производство дынь
Посевные площади дынь в Грузии составляли: в 2002 году — 8 тыс. гектаров, в 2003 году — 9 тыс. гектаров, в 2008 году — 4 тыс. гектаров.
В 2002 году валовой сбор дынь в Грузии составил 125 тыс. тонн, в 2003 году — 125 тыс. тонн, в 2008 году — 53 тыс. тонн.. Урожайность дынь в Грузии составила 186 ц/га (2002), в 2003 году — 142 ц/га, в 2008 году — 136 ц/га.

### Производство кормовых культур
Посевные площади кормовых культур в Грузии составляли: в 2002 году — 50 тыс. гектаров, в 2003 году — 55 тыс. гектаров, в 2008 году — 9 тыс. гектаров.
Валовой сбор однолетних трав на сено составил 49 тыс. тонн (2002), в 2003 году — 49 тыс. тонн, в 2008 году — 5 тыс. тонн..
В 2002 году урожайность однолетних трав на сено составила 25 ц/га, в 2003 году — 35 ц/га, в 2008 году — 38 ц/га.
Валовой сбор многолетних трав на сено составил 86 тыс. тонн (2002), в 2003 году — 131 тыс. тонн, в 2008 году — 30 тыс. тонн..
В 2002 году урожайность многолетних трав на сено составила 27 ц/га, в 2003 году — 32 ц/га, в 2008 году — 39 ц/га.

### Производство чайных листьев
В 1970-е валовой сбор чайных листьев в Грузии доходил до 100 тыс. тонн, в 80-х производство чая снизилось до 57 тыс. т, при этом из-за падения качества практически до потребителя доходило менее половины этого количества, так как остальное выбраковывалось на чаеразвесочных фабриках.
В первые годы после распада СССР и российское и грузинское производство чая было заброшено — Грузия не имела причин сохранять это производство, поскольку единственным её рынком была Россия, из-за падения качества грузинского чая уже переориентировавшаяся на закупку чая в других странах, в последующие годы чайное производство в Грузии стало постепенно восстанавливаться, хотя до настоящего времени грузинский чай не вернул себе былых позиций. 

В 2002 году сбор составил 24,0 тыс. тонн, в 2003 году — 25,5 тыс. тонн, в 2008 году — 5,4 тыс. тонн.
Современный грузинский чай по качеству намного лучше того, что производился в последние годы советской власти, в целом он характеризуется как «нормальный, среднего прочного качества чай с хорошо выраженными натуральными признаками».

### Производство винограда
Площадь под виноградниками сократилась с 130 тыс. гектаров в 1985 году до 38 тысяч гектар в 2008 году.
В 2002 году валовой сбор винограда в Грузии составил 90 тыс. тонн, в 2003 году — 200 тыс. тонн, в 2008 году — 176 тыс. тонн.

### Производство фруктов
Валовой сбор фруктов в Грузии составил: в 2002 году — 173 тыс. тонн, в 2003 году — 260 тыс. тонн, в 2008 году — 158 тыс. тонн.

### Производство цитрусовых
Валовой сбор цитрусов в Грузии составил: в 2002 году — 33 тыс. тонн, в 2003 году — 59 тыс. тонн, в 2008 году — 55 тыс. тонн.
В октябре 2009 года министр сельского хозяйства республики Бакур Квезерели заявил, что в 2009 году Грузия планирует утроить сбор цитрусовых и довести его до 140—150 тыс. тонн (по его словам, основными покупателями станут Украина и Белоруссия)